# Awasa (Ethiopië)
Awasa is een stad in Ethiopië en is de hoofdplaats van de regio Zuid (Yedebub Biheroch Bihereseboch na Hizboch). In 2008 telde Awasa 162.179 inwoners.